# Armando Latini
Armando Latini (20 de maio de 1913, data de morte desconhecida) foi um ciclista italiano que competia em provas de ciclismo de pista e estrada.
Em 1936, como um amador, ele participou nos Jogos Olímpicos de Berlim, onde conquistou uma medalha de prata, competindo na prova de perseguição por equipes, juntamente com Severino Rigoni, Bianco Bianchi e Mario Gentili.